# Glochidion dichromum
Glochidion dichromum är en emblikaväxtart som beskrevs av Airy Shaw. Glochidion dichromum ingår i släktet Glochidion och familjen emblikaväxter. Inga underarter finns listade i Catalogue of Life.